# 画面サイズ
画面サイズとはディスプレイ、テレビ、映画などの画面のサイズである。何種類かの指標がある。

## 物理画面サイズ

### 画面アスペクト比

主要な画面アスペクト比。縦に高いものから順に4:3、16:9、2.39:1。

画面の実サイズのアスペクト比（縦横比）は画面アスペクト比（Display Aspect Ratio、あるいはScreen Aspect Ratio）、あるいは誤解の可能性がないときは単にアスペクト比、アスペクトレシオといいDAR（あるいはSAR）と略す。ピクセルが正方形でない場合、実サイズの縦横比とピクセル数の縦横比は異なるが実サイズの縦横比が画面アスペクト比である。
「横:縦」（または「縦:横」）の比の形で表される。テレビやコンピュータでは整数比で、映画では縦を1にして表すことが多い。

### インチ数
画面の大きさは、対角シリ線長の1つの数値で表す。単位はインチ（2.54cm）を使い、数値をインチ数という。ただし日本では計量法の規定によりインチを公取引に使えないので、インチのかわりに「型」と呼ぶ（例：25型=25インチ）。英語ではVIS（viewable image size）、またはピクセル数と区別するためにphysical image sizeという。
フラットパネルディスプレイ（FPD）とブラウン管（CRT）では測定方法が異なりFPDは有効可視領域、CRTでは管自体の対角線長を測る。したがって同じインチ数ならFPDのほうが大画面で、その違いはおよそ1〜2インチに相当する。なお有効可視領域のインチ数は正確には数字の後にV（Valid=有効の略）をつけ、「27V型」のように表す。
インチ数（FPDの場合）と、画面の横・縦・面積の関係は次のとおり（aがインチ数）。
4:3 aV型
{\displaystyle {\begin{array}{cl}&(2.54\times {\frac {4}{\sqrt {4^{2}+3^{2}}}}\times a)\,{\mbox{cm}}\times (2.54\times {\frac {3}{\sqrt {4^{2}+3^{2}}}}\times a)\,{\mbox{cm}}\\=&(2.032\times a)\,{\mbox{cm}}\times (1.524\times a)\,{\mbox{cm}}\\=&(3.097\times a^{2})\,{\mbox{cm}}^{2}\end{array}}}
16:9 aV型
{\displaystyle {\begin{array}{cl}&(2.54\times {\frac {16}{\sqrt {16^{2}+9^{2}}}}\times a)\,{\mbox{cm}}\times (2.54\times {\frac {9}{\sqrt {16^{2}+9^{2}}}}\times a)\,{\mbox{cm}}\\=&(2.214\times a)\,{\mbox{cm}}\times (1.245\times a)\,{\mbox{cm}}\\=&(2.757\times a^{2})\,{\mbox{cm}}^{2}\end{array}}}
インチ数が同じでも、画面アスペクト比が細長いほど画面の面積は狭くなる。16:9画面は同じインチ数の4:3画面の89%の面積なので、6%小さいインチ数の4:3画面と同じ面積である。

## 論理画面サイズ
デジタルシステムでは、物理サイズとは別のメモリ上の論理サイズが存在する。
なおマルチディスプレイシステムなどは実際には表示画面より広い論理画面サイズを有するが、ここでは表示画面に対応する論理画面サイズについて述べる。

### ピクセル数
デジタルシステムでは、画面のピクセル数は画面に表示できる情報量を決める。
通常、液晶ディスプレイでは赤、緑、青のサブピクセルによるピクセルユニットを1ピクセルとして、「横ピクセル数×縦ピクセル数」で表す。また、ペンタイル配列のディスプレイでは、赤、緑、青、緑または赤、緑、青、白のサブピクセルによるピクセルユニットを2ピクセルとして表す。ただし、デジタルカメラカラーセンサーでは赤、緑、青、緑によるピクセルユニットを4ピクセルとして、メガピクセル（100万ピクセル）を単位として総ピクセル数を表すことが多い。

## 規格

主な規格のピクセル数と画面アスペクト比。

主要なテレビ規格のピクセル数。画面アスペクト比は正確ではなく、実際は4:3か16:9。

主な規格のピクセル数と画面アスペクト比は次のとおり。
ただしこれらの規格の多くは単なるピクセル数やアスペクト比の規格ではなく、もっと広範な画像・映像処理全般の規格である。そのため例えばMacintoshやPC-9821の画面が640×480の4:3であっても、これをVGAとは呼ぶのは間違いである（VGAサイズなら間違いではない）。
ピクセルアスペクト比（PAR）は、ピクセルのアスペクト比。「画面アスペクト比=ピクセル数の比×PAR」が成り立つのでPARが1:1でない、つまりピクセルが正方形でないと画面アスペクト比はピクセル数の比と異なる。
標準画質テレビ（NTSC、PAL）はすでに存在したアナログ規格に後付けでピクセルが規格化されたため、規格により微妙に異なるいくつかのPARがある。表の値はMPEG-4によるもの。また論理画面の左右両端が物理画面に表示されないので、画面アスペクト比は「ピクセル数の比×PAR」より少し小さくなる。
| 規格                 | ピクセル数 | ピクセル数 | 画面アスペクト比 | 画面アスペクト比 | ピクセルアスペクト比 | ピクセルアスペクト比 |
| 規格                 | 横×縦      | 総数       | 横:縦            | 縦:1             | 横:縦                | 縦:1                 |
| -------------------- | ---------- | ---------- | ---------------- | ---------------- | -------------------- | -------------------- |
| CGA4色               | 320×200    | 64000      | 4:3              | 1.333...         | 5:6                  | 0.833...             |
| QVGA                 | 320×240    | 76800      | 4:3              | 1.333...         | 1:1                  | 1                    |
| ハーフD1             | 360×480    | 172800     | 4:3              | 1.333...         | 20:11                | 1.818...             |
| PC-9801              | 640×400    | 256000     | 36:25            | 1.44             | 9:10                 | 0.9                  |
| VGA                  | 640×480    | 307200     | 4:3              | 1.333...         | 1:1                  | 1                    |
| NTSC（D1）           | 720×540    | 345600     | 4:3              | 1.333...         | 10:11                | 0.909...             |
| NTSCスクイーズ       | 720×480    | 345600     | 3:2              | 1.5              | 40:33                | 1.212...             |
| WVGA                 | 800×480    | 384000     | 5:3              | 1.666...         | 1:1                  | 1                    |
| PAL                  | 768×576    | 442368     | 4:3              | 1.333...         | 12:11                | 1.090...             |
| SVGA                 | 800×600    | 480000     | 4:3              | 1.333...         | 1:1                  | 1                    |
| XGA                  | 1024×768   | 786432     | 4:3              | 1.333...         | 1:1                  | 1                    |
| HDTV 720p（D4）      | 1280×720   | 921600     | 16:9             | 1.777...         | 1:1                  | 1                    |
| Quad-VGA             | 1280×960   | 1228800    | 4:3              | 1.333...         | 1:1                  | 1                    |
| SXGA                 | 1280×1024  | 1310720    | 5:4              | 1.25             | 1:1                  | 1                    |
| WXGA                 | 1366×768   | 1049088    | 683:384          | 1.778...         | 1:1                  | 1                    |
| SXGA+                | 1400×1050  | 1470000    | 4:3              | 1.333...         | 1:1                  | 1                    |
| WSXGA+               | 1680×1050  | 1764000    | 16:10            | 1.6              | 1:1                  | 1                    |
| UXGA（UGA）          | 1600×1200  | 1920000    | 4:3              | 1.333...         | 1:1                  | 1                    |
| HDTV 1080i（フルHD） | 1920×1080  | 2073600    | 16:9             | 1.777...         | 1:1                  | 1                    |
| WUXGA                | 1920×1200  | 2304000    | 16:10            | 1.6              | 1:1                  | 1                    |
| 2Kデジタルシネマ     | 2048×1080  | 2211840    | 256:135          | 1.896...         | 1:1                  | 1                    |
| QXGA                 | 2048×1536  | 3145728    | 4:3              | 1.333...         | 1:1                  | 1                    |
| WQHD                 | 2560×1440  | 3686400    | 16:9             | 1.777...         | 1:1                  | 1                    |
| WQXGA                | 2560×1600  | 4096000    | 16:10            | 1.6              | 1:1                  | 1                    |
| QSXGA                | 2560×2048  | 5242880    | 5:4              | 1.25             | 1:1                  | 1                    |
| QUXGA                | 3200×2400  | 7680000    | 4:3              | 1.333...         | 1:1                  | 1                    |
| 4Kデジタルシネマ     | 4096×2160  | 8847360    | 256:135          | 1.896...         | 1:1                  | 1                    |
| QWUXGA               | 3840×2400  | 9216000    | 16:10            | 1.6              | 1:1                  | 1                    |